# Tata Winger
Der Tata Winger ist ein Kleinbus, den Tata Motors in Indien 2007 herausgebracht hat.

## Erste Generation (2007–2020)
Die erste Generation des Winger basiert auf der ersten Generation des Renault Trafic. Das Leergewicht wird mit 1620 kg angegeben.

### Vorstellung
Im Juni 2007 brachte Tata Motors den Winger zusammen mit der Personentransportvariante des Ace, dem Magic, auf einer neuen Plattform heraus. Laut dem Vizepräsidenten für Verkauf und Marketing von Tata Motors, Shyam Mani, soll der Winger „die Art ändern, wie Inder reisen“. Die beiden Modelle Magic und Winger sollen das Segment der leichten Personentransportwagen bedienen.
Der Wagen bietet zwischen neun und dreizehn Sitzplätze, hat für die Passagiere so viel Platz wie eine Limousine, hohe Kopf- und Beinfreiheit und viel Platz für das Gepäck. Dem Passagierkomfort dient auch, dass alle Sitze in Fahrtrichtung ausgerichtet sind und – je nach Ausführung – mit Zeitschriftentaschen, Flaschenhaltern, Kartenleseleuchten, Haltegriffen und Musikanlagen ausgestattet sind.

### Varianten
Der Winger wird in sechs Varianten und zwei Sitzkonfigurationen angeboten. Das Spitzenmodell mit flachem Dach ist ein Zehnsitzer; die anderen fünf Ausführungen gibt es entweder mit 13 oder 14 Sitze, was insgesamt eine Variantenzahl von 11 ergibt.
Die geschlossene, innen verkleidete Karosserie, einem außerhalb des Aufprallbereiches platzierten Dieseltank, Sicherheitsgurte für jeden Sitz, Kindersicherungen an den Türen, Nebelscheinwerfer und ein separater Lüfter für den Passagierraum sorgen für hohe Sicherheit und guten Passagierkomfort.
Der Winger wird von einer modifizierten Version des 1,95 l-R4-Dieselmotors aus dem derzeitigen Sumo angeboten. Das 1.948 cm³ große Aggregat hat einen Turbolader und einen Ladeluftkühler bei allen Varianten mit Ausnahme des kürzeren Grundmodells Winger Van. Der Saugmotor in dieser Variante entwickelt 68 bhp (50 kW) gegenüber 91 bhp (67 kW) beim aufgeladenen Motor.

### Getriebe und Fahrwerk
Der Winger hat Frontantrieb und erfüllt – bis auf die Basisversion mit Saugmotor – die Emissionsnorm Bharat Stage II. (Die Basisversion erfüllt Bharat Stage III). Die Radaufhängung sorgt für Fahrkomfort und hohe Zuladung und der selbsttragende Aufbau verringert den Lärm und die Vibrationen.

### Zielgruppen
Die beiden Tata-Modelle Magic und Winger sollen den gesamten leichten Personentransportsektor abdecken.
Der Winger, der ein weiterentwickeltes Handling und Sitzkomfort besitzt, ist für den Transport von Angestellten von und zur Arbeitsstelle, von Touristen zu den Hotels und in der Stadt, sowie vom und zum Flughafen etc. gedacht.
Der Magic ist für den preiswerteren Personentransport in der Stadt, und zwischen den Dörfern gedacht und wird, besonders auf dem Land, eine eigene Marktnische erobern., sagte Madhu P. Singh, der Produktmanager, der eine entscheidende Rolle bei der Präsentation der beiden Wagen gespielt hatte.
Sowohl der Magic als auch der Winger wurden landesweit ausgeliefert, beginnend mit Maharashtra und Gujarat. Nach und nach werden im ganzen Land erhältlich sein. Der Verkaufspreis liegt bei ab Rp 470.000,-- für die Basisausführung.

## Zweite Generation (seit 2020)
Eine neue Generation des Fahrzeugs wurde Anfang 2020 auf der Auto Expo vorgestellt. Angetrieben wird der bis zu 16-sitzige Wagen von einem 2,2-Liter-Dieselmotor mit 74 kW (100 PS). Der Winger hat ein 5-Gang-Schaltgetriebe. Noch bevor der neue Winger in den Verkauf gelangte, spendete Tata Motors 20 Fahrzeuge zur Bekämpfung der COVID-19-Pandemie in Mumbai.